# Hemhofen
Hemhofen er en kommune i Landkreis Erlangen-Höchstadt i Regierungsbezirk Mittelfranken i den tyske delstat Bayern.
Til kommunen hører landsbyen Zeckern.
Kommunen er hovedsageligt beboet af pendlere med job i Erlangen.
Nabokommuner er: Adelsdorf, Heroldsbach und Röttenbach.